# Wayzata (Minnesota)
Wayzata es una ciudad ubicada en el condado de Hennepin en el estado estadounidense de Minnesota. En el Censo de 2010 tenía una población de 3688 habitantes y una densidad poblacional de 450,9 personas por km².

## Geografía
Wayzata se encuentra ubicada en las coordenadas 44°58′17″N 93°30′49″O / 44.97139, -93.51361. Según la Oficina del Censo de los Estados Unidos, Wayzata tiene una superficie total de 8.18 km², de la cual 7.97 km² corresponden a tierra firme y (2.5%) 0.2 km² es agua.

## Demografía
Según el censo de 2010, había 3688 personas residiendo en Wayzata. La densidad de población era de 450,9 hab./km². De los 3688 habitantes, Wayzata estaba compuesto por el 92.46% blancos, el 3.04% eran afroamericanos, el 0.43% eran amerindios, el 1.33% eran asiáticos, el 0.08% eran isleños del Pacífico, el 1.55% eran de otras razas y el 1.11% pertenecían a dos o más razas. Del total de la población el 3.58% eran hispanos o latinos de cualquier raza.